# (217628) Луг
(217628) Луг (лат. Lugus) — небольшой околоземный астероид из группы аполлонов, который характеризуется крайне вытянутой орбитой, из-за чего, в процессе своего движения вокруг Солнца, он пересекает не только орбиту Земли, но и Марса, при этом вплотную подходя к орбите Юпитера. Астероид был открыт 17 апреля 1990 года немецким астрономом Антонином Мркосом в обсерватории Клеть и назван в честь Луга, кельтского бога солнца и света.

Орбита астероида Луг и его положение в Солнечной системе